# 波曲

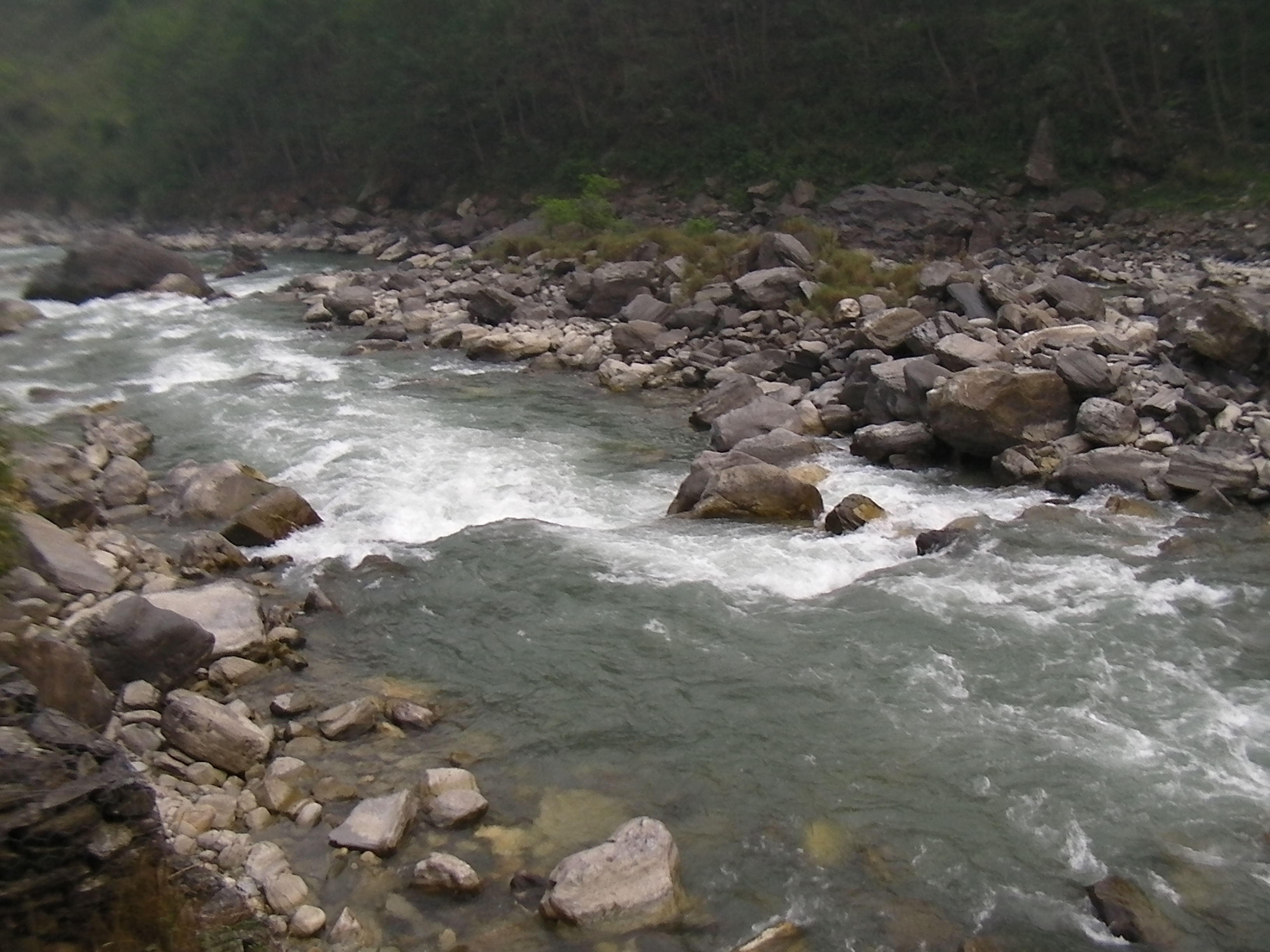
尼泊尔边波特科西河旱季

波曲（藏語：བོད་ཆུ），上游西藏边名為麻章藏布（藏語：མ་གཙང་གཙང་པོ།），下游尼泊尔边名为波特科西河（羅馬化：Bhote Koshi），是恒河支流戈西河正源桑戈西河的上游干流。发源于西藏自治区日喀則市聶拉木縣亚来乡曲桑以东的帮布勒附近的冰川，向西流至土龙村转西南流，流经亚来乡、县城聂拉木镇、樟木镇，于樟木镇雪布岗居委会附近流入尼泊爾境內，改稱桑戈西河(Sunkoshi _River)。在国境内流域面积2099平方千米，河长77千米，落差3530米。
尼泊尔语「波特科西」意為「源自西藏的河」。「波曲」在藏语的意思是“西藏的河”。
桑戈西河與另一支流達馬柯西河（Tama Koshi River）匯集後，改稱杜德戈西河（Dudhkosi River）。杜德戈西河與阿龍河、塔莫河滙合後，始稱戈西河。